# Organograma

Exemplo de um organograma

Organograma é um gráfico que representa a estrutura formal de uma organização. Ou seja, é a representação gráfica clássica de uma estrutura organizacional.
Credita-se a criação dos primeiros organogramas ao norte-americano Daniel C. McCallum, administrador de ferrovias no ano de 1856.
Os organogramas mostram como estão dispostas unidades funcionais, a hierarquia e as relações de comunicação existentes entre estes.
Os órgãos são unidades administrativas com funções bem definidas. Exemplos de órgãos: Tesouraria, Departamento de Compras, Portaria, Biblioteca, Setor de Produção, Gerência Administrativa, Diretoria Técnica, Secretaria, etc. Os órgãos possuem um responsável, cujo cargo pode ser chefe, supervisor, gerente, coordenador, diretor, secretário, governador, presidente, etc. Normalmente tem colaboradores (funcionários) e espaço físico definido.
Em um organograma, os órgãos são dispostos em níveis que representam a hierarquia existente entre eles. Em um organograma vertical, quanto mais alto estiver o órgão, maior a autoridade e a abrangência da atividade.

## Tipos de organogramas
- Clássicos  - O organograma clássico também é chamado de vertical.  É o mais comum tipo de organograma, elaborado com retângulos que representam os órgãos e linhas que fazem a ligação hierárquica e de comunicação entre eles.
- Não clássicos - São todos os demais tipos como abaixo:
- Em barras -  representados por intermédio de longos retângulos a partir de uma base vertical, onde o tamanho do retângulo é diretamente proporcional à importância da autoridade que o representa.
- Em setores (setorial, setograma) - são elaborados por meio de círculos concêntricos, os quais representam os diversos níveis de autoridade a partir do círculo central, onde localiza-se a autoridade maior da empresa.
- Radial (solar, circular) - o seu objetivo é mostrar o macrossistema das empresas componentes de um grande grupo empresarial.
- Lambda - apresentam, apenas, grupos de órgãos que possuam características comuns.
- Bandeira - apresentam grupos de órgãos que possuem uma missão específica e bem definida na estrutura organizacional, normalmente em quatro níveis.
- Organograma Linear de Responsabilidade (OLR) - possui um diferenciador em relação aos demais organogramas, pois a sua preocupação não é apresentar o posicionamento hierárquico, mas sim o inter-relacionamento entre diversas atividades e os responsáveis por cada uma delas.
- Informativo - apresenta um máximo de informações de diversas naturezas relacionadas com cada unidade organizacional da empresa.
- Dial de Wyllie - na forma de um disco separado por círculos concêntricos conforme o grau hierárquico e, dentro de tais sessões, órgãos representados por círculos menores, cuja posição relativa aos órgãos representados em sessões mais próximas ao centro indicam sua subordinação hierárquica.[2] O organograma Dial de Wyllie tem por objetivo representar organizações de hierarquia dinâmica, com vinculações variando conforme o desenvolvimento de novos projetos interdepartamentais.

## Cargo, tarefa ou função
O conceito de cargo é abrangente, baseando-se em diferentes noções fundamentais, tais como tarefa, atribuição, função e cargo. A noção de tarefa consiste nas actividades individuais executadas pelo titular do cargo e é atribuída, normalmente, a cargos bastante simples. A noção de atribuição caracteriza-se por ser uma actividade individual, executada pelo titular respectivo, referindo-se a cargos que envolvem actividades mais diferenciadas. A função já é um conceito de maior abrangência, porquanto se refere ao conjunto de tarefas que são executadas, de uma forma sistemática, pelo ocupante do cargo. Por último, a definição de cargo, integra um conjunto de funções com uma posição definida na estrutura organizativa, isto é, no organograma da empresa.

## Como fazer um organograma
A primeira etapa é definir a estrutura organizacional da empresa. Para isso, é preciso identificar os principais departamentos, unidades funcionais e cargos existentes na organização. Em seguida, é importante determinar as relações hierárquicas entre eles, ou seja, quem reporta a quem e quais são as responsabilidades de cada cargo. Essas informações podem ser obtidas por meio de entrevistas com os colaboradores, análise de documentos internos e observação direta das atividades da empresa.
Com as informações coletadas, é possível começar a desenhar o organograma. Existem várias ferramentas e softwares disponíveis para a criação de organogramas, desde aplicativos gratuitos até programas profissionais com recursos avançados. O importante é escolher uma ferramenta que atenda às necessidades da empresa e que permita criar um organograma claro e fácil de entender.

Por fim, é importante revisar e validar o organograma com as pessoas envolvidas na empresa. Isso ajuda a identificar eventuais problemas ou inconsistências na estrutura organizacional e a garantir que todos estejam alinhados com as mudanças propostas. Além disso, é importante manter o organograma atualizado à medida que a empresa cresce e evolui, para garantir que ele continue sendo uma ferramenta útil de gestão.